# Micromastax
Micromastax is een geslacht van rechtvleugeligen uit de familie Euschmidtiidae. De wetenschappelijke naam van dit geslacht is voor het eerst geldig gepubliceerd in 1964 door Descamps.

## Soorten
Het geslacht Micromastax omvat de volgende soorten:
- Micromastax bosimavoana Descamps & Wintrebert, 1965
- Micromastax longivalva Descamps & Wintrebert, 1965
- Micromastax morondavae Descamps, 1974
- Micromastax salariensis Descamps, 1964
- Micromastax szumskii Descamps & Wintrebert, 1965
- Micromastax teteforti Descamps, 1964
- Micromastax truncata Descamps, 1964